# Vincent Lawrence
Pour les articles homonymes, voir Lawrence.
Vincent Lawrence (de son vrai nom Vincent Sargent Lawrence) est un scénariste et auteur dramatique américain né le 20 novembre 1889 à Roxbury (Massachusetts) et décédé le 24 novembre 1946 à Corpus Christi (Texas).

## Filmographie partielle
- 1927 : Le Temps des cerises (Spring Fever) d'Edward Sedgwick (d'après sa pièce)
- 1930 : Love in the Rough de Charles Reisner (d'après sa pièce)
- 1930 : Monte-Carlo (Monte Carlo) d'Ernst Lubitsch
- 1931 : I Take This Woman de Marion Gering
- 1931 : The Magnificent Lie de Berthold Viertel
- 1931 : Scandal Sheet de John Cromwell
- 1931 : Le Petit Café de Ludwig Berger
- 1932 : Silence, on tourne ! (Movie Crazy) de Clyde Bruckman et Harold Lloyd
- 1932 : Sinners in the Sun d'Alexander Hall
- 1932 : Nuit après nuit (Night After Night) d'Archie Mayo
- 1934 : C'est pour toujours (Now and Forever) de Henry Hathaway
- 1934 : La Métisse (Behold My Wife), de Mitchell Leisen
- 1934 : Cléopâtre (Cleopatra) de Cecil B. DeMille
- 1935 : Peter Ibbetson de Henry Hathaway
- 1935 : Jeux de mains (Hands Across the Table) de Mitchell Leisen
- 1937 : Deux Femmes (John Meade's Woman) de Richard Wallace
- 1938 : Man-Proof de Richard Thorpe
- 1938 : Pilote d'essai (Test Pilot) de Victor Fleming
- 1939 : Lucky Night de Norman Taurog
- 1941 : Soirs de Miami (Moon Over Miami) de Walter Lang
- 1942 : Gentleman Jim de Raoul Walsh
- 1945 : L'Aventure (Adventure) de Victor Fleming
- 1947 : Le Maître de la prairie (The Sea of Grass) d'Elia Kazan